# Ross Jeffries
Ross Jeffries (nascido Paul Jeffrey Ross em 20 de Setembro de 1958) é um ex-escritor de comédia graduado em Relações Internacionais (1981, UCLA) e o criador do "Speed Seduction (Sedução Veloz)", um conjunto de escritos e seminários de desenvolvimento pessoal que se baseiam em Programação Neurolinguística e técnicas hipnóticas.  Jeffries afirma que esses métodos ajudam os homens a entenderem as mulheres, especialmente suas motivações e psicologia, a fim de conseguir conquistá-las. A atual versão do Speed Seduction foca nas técnicas de movimento de "energia" através do corpo e a prática de mágica. Suas técnicas têm sido alvo de controvérsia. 

## Speed Seduction
Jeffries é tido como o pioneiro na comunidade da sedução com suas postagens online. Ele foi o primeiro da Comunidade da Sedução a criar um website e um grupo de notícias na internet. Ele também publicou livros, CDs, vídeos e organiza seminários sobre namoro e auto-aperfeiçoamento para homens. 
Speed seduction é baseado em adaptações feitas por Jeffries às técnicas encontradas na Programação Neurolinguística (PNL).
A base dos livros e cursos originais de Speed Seduction é a crença de que para a pessoa interpretar uma história, questão ou qualquer padrão linguístico deve primeiro experimentar seu conteúdo; por exemplo, perguntando a alguém "Você já foi realmente atraída por alguém?" fará com que fisicamente reviva a experiência de ser atraída. O objetivo é estimular a mulher guiando seus estados emocionais pelo uso da linguagem. Isto é dito para colocá-la em um estado conectado ou sexual, semelhante às experiências de mulheres que lêem romances. Ambiguidade fonética e ancoragem emocional são usadas. O conceito é que, ao usar "âncoras" e "frases prontas", esses estados positivos podem ser associados a si mesmo e as emoções negativas podem ser evitadas. A partir daí, Jeffies afirma que o sedutor pode fazer uma mulher lembrar desses estados emocionais pela sua aparência ou toque, como explicado em How to Get the Women You Desire into Bed (Como levar as mulheres que você deseja para cama) (1992).
Os alunos de Jeffries incluem os conhecidos instrutores de sedução David DeAngelo e Neil Strauss. Jeffries foi apresentado como um mentor de sedução no bestseller The Game (O Jogo) escrito por Strauss.

## Controvérsia
Jeffries argumenta que seus métodos são completamente diferente do modelo de sedução defendidas por outros gurus. No entanto, os outros negam isto, e o apelidaram de Meu99, sob a alegação de que sempre que Ross se apoderava da tática de alguém, ele insistia que era algo que desenvolveu em seu seminário de 1999, em Los Angeles. 
Jeffries acredita que o modelo de sedução é pesadamente promovido pela indústria do entretenimento por razões comerciais e é ineficiente para juntar homens e mulheres, seja para sexo ou romance. Jeffries nega que ele é um misoginista, afirmando que suas técnicas são designadas para proporcionar prazer aos homens e às mulheres através de uma compreensão mais profunda das necessidades de cada pessoa.

## Na cultura
O personagem Frank T.J. Mackey (interpretado por Tom Cruise) no filme Magnólia, que dá seminários sobre sedução, foi baseado em Jeffries.